# Ljupten
Ljupten (cyr. Љуптен) – wieś w Serbii, w okręgu niszawskim, w gminie Aleksinac. W 2011 roku liczyła 313 mieszkańców.